# Pierluigi Pizzaballa
Pierluigi Pizzaballa (Bérgamo, Provincia de Bérgamo, Italia, 14 de septiembre de 1939) es un exfutbolista italiano. Se desempeñaba en la posición de guardameta.

## Selección nacional
Fue internacional con la selección de fútbol de Italia en 1 ocasión. Debutó el 18 de junio de 1966, en un encuentro ante la selección de Austria que finalizó con marcador de 1-0 a favor de los italianos.

### Participaciones en Copas del Mundo
| Mundial                        | Sede       | Resultado    |
| ------------------------------ | ---------- | ------------ |
| Copa Mundial de Fútbol de 1966 | Inglaterra | Primera fase |

## Clubes
| Club           | País   | Año         |
| -------------- | ------ | ----------- |
| Atalanta B. C. | Italia | 1958 - 1966 |
| A. S. Roma     | Italia | 1966 - 1969 |
| Hellas Verona  | Italia | 1969 - 1973 |
| A. C. Milan    | Italia | 1973 - 1976 |
| Atalanta B. C. | Italia | 1976 - 1980 |

## Palmarés

### Campeonatos nacionales
| Título      | Club           | País   | Año     |
| ----------- | -------------- | ------ | ------- |
| Serie B     | Atalanta B. C. | Italia | 1958-59 |
| Copa Italia | Atalanta B. C. | Italia | 1962-63 |
| Copa Italia | A. S. Roma     | Italia | 1968-69 |